# Carlos Alberto Cavalheiro
Carlos Alberto Martins Cavalheiro, mais conhecido como Carlos Alberto Cavalheiro (Rio de Janeiro, 25 de janeiro de 1932 – Rio de Janeiro, 29 de junho de 2012), foi um ex-futebolista brasileiro que atuava como goleiro.

## Carreira
Carlos Alberto Cavalheiro foi cria de São Januário desde 1948 e destaque como goleiro titular nas conquistas do Campeonato Carioca de 1956, Torneio Internacional de Paris e Troféu Teresa Herrera (Espanha) em 1957. Era Militar da Aeronáutica e assim jogava sem remuneração, o último grande amador da equipe principal do Vasco da Gama.
Em 1958 foi transferido para São Paulo por causa do serviço Militar e escolheu a Portuguesa, por causa das origens lusitana. Foi vice-presidente de Futebol do Vasco no título do  Campeonato Brasileiro de 1974 e Grande Benemérito sendo presidente do poder em 1995 até 2007, além de supervisor da Seleção brasileira nas Copas do Mundo de 1974 e 1978.
Com tantas credenciais positivas, seu nome foi lembrado pelo técnico Newton Cardoso, que comandou o time olímpico nos jogos de Helsinque em 1952. Foi um dos quatro goleiros convocados por Vicente Feola, nos preparativos para a Copa do Mundo de 1958.
Aos trinta anos, mesmo sendo amador, conseguiu disputar o torneio pan-americano de 1959, em Chicago, jogando ao lado de grandes nomes do futebol brasileiro.

## Títulos
Como jogador
Vasco da Gama
- Campeonato Carioca: 1952 e 1956[5]
- Copa Internacional Rivadávia de 1953
- Torneio Quadrangular Internacional do Rio de Janeiro: 1953
- Torneio Internacional de Santiago: 1957
- Torneio Quadrangular de Lima: 1957
- Torneio Internacional de Paris: 1957
- Troféu Teresa Herrera: 1957

Seleção Carioca
- Torneio Paulo Goulart de Oliveira de Futebol Juvenil: 1949

Seleção Brasileira
- Campeonato Sul-Americano de amadores (Chile): 1949
- Jogos Pan-Americanos de 1959 (Medalha de Prata)

Vice-presidente de futebol
Vasco da Gama
- Campeonato Brasileiro: 1974